# New Straitsville
New Straitsville è un villaggio degli Stati Uniti d'America, situato nello stato dell'Ohio, nella contea di Perry.

## Storia
New Straitsville venne fondata nel 1870 come città mineraria di carbone dalla New Straitsville Mining Company. La città crebbe rapidamente e dieci anni dopo la popolazione era di oltre 4000 persone. L'attività di estrazione del carbone cessò però improvvisamente nel 1884, quando una disputa di lavoro nella miniera ebbe termine allorché un gruppo di minatori infilò una macchina in fiamme nella miniera, dando così fuoco al carbone. Un tempo il calore del fuoco era tanto intenso che i residenti potevano attingere acqua calda direttamente dai pozzi per prepararsi il caffè. L'incendio nella miniera di New Straitsville continua ancor oggi.
New Straitsville è anche famosa per il suo annuale Moonshine Festival (festival del "chiaro di luna").